# Облога Аббас-Абада
Облога Аббас-Абада — облога й захоплення фортеці Аббас-Абад російськими військами під час Російсько-перської війни 1826—1828 років, яка тривала з 13 по 19 липня 1827 року.

## Передумови
У липні 1827 року російська армія обложила Єреван. Генерал Паскевич вирішив рушити вниз по Араксу, щоб захопити Нахічеванське ханство та позбавити гарнізон Єревану можливості отримувати підтримку з цього напрямку.
21 червня (за ст. с.) російський загін вирушив у похід і за декілька днів без бою захопив Нахічевань та обложив фортецю Аббас-Абад.
Плануючи похід на Тебриз, Паскевич не бажав залишати в тилу ворожу фортецю та вирішив взяти її штурмом, розраховуючи, що Аббас-Мірза (який до того уникав прямого зіткнення з російськими військами та тримав своє військо в укріпленому таборі на іншому березі Араксу), вирушить на допомогу фортеці та прийме польовий бій.

## Хід облоги
Облога Аббас-Абада розпочалась 13 липня. Росіяни викопали траншеї, розмістили декілька батарей та розпочали обстріл фортеці. 15 липня у стінах були пробиті проломи. 16 липня облогові роботи наблизились на відстань 165 кроків від фортеці.
У цей час Паскевич отримав звістку, що Аббас-Мірза вирушив на допомогу обложеній фортеці. Залишивши невеликі сили для прикриття облогових робіт, Паскевич з основними силами вирушив назустріч ворогу.
17 липня у Джеван-Булакській битві російська армія розбила персів. В цей час гарнізон фортеці здійснив вилазку проти загону прикриття, але був відкинутий.
18 липня коменданту фортеці була послана пропозиція здати фортецю. Комендант попросив відтермінування у 3 дні, але Паскевич вимагав безумовної капітуляції та розпочав новий обстріл і підготову до штурму.
Поразка персів у Джеван-Булакській битві позбавила гарнізон фортеці будь-якої надії на допомогу, і 19 липня фортеця капітулювала.

## Наслідки
Росіяни захопили 2 700 полонених та 23 гармати. Взяття фортеці дало Росії змогу закріпитися в Нахічеванському ханстві.
Після закінчення війни захоплені у фортеці гармати були подаровані Миколою I спадковому принцу Аббасу-Мірзі.